# بتزدا گیم استودیوز
بتزدا گیم استودیوز (انگلیسی: Bethesda Game Studios) یک شرکت توسعه‌دهنده بازی ویدئویی آمریکایی واقع در راکویل، مریلند است، که در سال ۲۰۰۱ توسط تاد هاوارد به عنوان واحد توسعهٔ بتزدا سافت‌ورکز تأسیس شد. این شرکت بیشتر برای فرنچایزهای نقش‌آفرینی اکشن خود از جمله الدر اسکورولز، فال‌آوت، و استارفیلد شناخته شده‌است. هم اکنون این شرکت به عنوان شرکت تابعه زیر نظر ایکس‌باکس گیم استودیوز و یکی از استودیوهای زنی‌مکس مدیا در حال فعالیت است.

## بازی‌های ساخته شده
| سال            | عنوان                                  | سکو(ها) |
| -------------- | -------------------------------------- | --- |
| ۲۰۰۲           | الدر اسکورولز ۳: موروویند              | مایکروسافت ویندوز، ایکس‌باکس                                                                                   |
| ۲۰۰۴           | IHRA Professional Drag Racing 2005     | پلی‌استیشن ۲، ایکس‌باکس                                                                                         |
| ۲۰۰۶           | IHRA Drag Racing: Sportsman Edition    | پلی‌استیشن ۲، ویندوز، ایکس‌باکس                                                                                 |
| ۲۰۰۶           | الدر اسکورولز ۴: آبلیویئن              | پلی‌استیشن ۳، ویندوز، ایکس‌باکس ۳۶۰                                                                             |
| ۲۰۰۸           | فال‌آوت ۳                               | پلی‌استیشن ۳، ویندوز، ایکس‌باکس ۳۶۰                                                                             |
| ۲۰۱۱           | الدر اسکورولز ۵: اسکایریم              | نینتندو سوئیچ، پلی‌استیشن ۳، پلی‌استیشن ۴، پلی‌استیشن ۵، ویندوز، ایکس‌باکس ۳۶۰، ایکس‌باکس وان، ایکس‌باکس سری اکس/اس |
| ۲۰۱۵           | فال‌آوت شلتر                            | اندروید، آی‌اواس، نینتندو سوئیچ، پلی‌استیشن ۴، ویندوز، ایکس‌باکس وان                                             |
| ۲۰۱۵           | فال‌آوت ۴                               | پلی‌استیشن ۴، ویندوز، ایکس‌باکس وان                                                                             |
| ۲۰۱۶           | الدر اسکورولز ۵: اسکایریم – نسخه محدود | نینتندو سوئیچ، پلی‌استیشن ۴، پلی‌استیشن ۵، ویندوز، ایکس‌باکس وان، ایکس‌باکس سری اکس/اس                            |
| ۲۰۱۷           | الدر اسکورولز ۵: اسکایریم وی‌آر         | پلی‌استیشن ۴، ویندوز                                                                                           |
| ۲۰۱۷           | فال‌آوت ۴ وی‌آر                          | ویندوز |
| ۲۰۱۸           | فال‌آوت ۷۶                              | پلی‌استیشن ۴، ویندوز، ایکس‌باکس وان                                                                             |
| ۲۰۲۰           | الدر اسکورولز: بلیدز                   | اندروید، آی‌اواس، نینتندو سوئیچ                                                                                |
| ۲۰۲۳           | الدر اسکورولز: کسلز                    | Android |
| ۲۰۲۳           | استارفیلد                              | ویندوز، ایکس‌باکس سری اکس/اس                                                                                   |
| اعلام خواهد شد | الدر اسکورولز ۶                        | ن/م |
| اعلام خواهد شد | فال‌آوت ۵                               | ن/م |